# Hestia (mythologie)
Hestia (Oudgrieks: Ἑστία, Hestía; Ionisch: Ἱστία, Istía; ook bekend als Ἑξία, Hexía en Ἑστρία,  Hestría) is een figuur uit de Griekse mythologie. Zij was de oudste dochter van Kronos en Rheia en dus ook de oudste zuster van Zeus. Toch was zij in het volksgeloof van de Grieken de jongste van de godheden, die op de Olympus woonden, want in geen van beide gedichten van Homeros wordt haar naam vermeld. Zij zou als oudste als eerste worden verzwolgen door haar vader (Kronos). en als laatste terug worden uitgespuwd, zodat zij bij haar "tweede geboorte" de jongste was

## Oorsprong, etymologie en bevoegdheden
Hestia is in de eerste plaats de godin van het vuur en meer in het bijzonder het huiselijke haardvuur. Waar geen haard wordt aangetroffen, is geen gezellige, geregelde samenleving mogelijk. Deze wordt dus door haar gesticht en bevorderd, en dat zowel bij goden als bij mensen. Zo komt men, wanneer men tevens de betekenis van haar naam te hulp roept, tot de verklaring wat Hestia als godin van de natuur is geweest. Haar naam duidt haar aan als de godin "die vastheid geeft". Zij is dus waarschijnlijk oorspronkelijk een personificatie van de aarde, als de vaste troon, waarop de Olympische goden hun eeuwige woningen hebben gebouwd en die als-het-ware de haard is van het heelal, waarboven het vuur van de ether brandt.
Toch is haar betekenis als godin van de natuur in de Griekse mythologie helemaal naar de achtergrond verdwenen. Het vuur, waarvan Hestia of de personificatie of de beschermster was, betekende alras een offervuur, zoals het op de huiselijke haard van iedere Griekse woning werd aangetroffen. Op de huiselijke haard bracht ieder huisvader volgens oud, voorvaderlijk gebruik als een priester van de goden offers ten behoeve van zijn gezin. Elke bijzondere gebeurtenis in het leven van de familie gaf aanleiding tot een offer, aan haar gebracht. Zo offerde men aan Hestia bij het op reis gaan, bij het terugkomen, bij het opnemen van nieuwe leden in het huisgezin, zelfs van slaven, vooral bij de geboorte van kinderen, bij het geven van de naam, bij het huwelijk en bij de dood. Een bijzondere eigenaardigheid van de huiselijke haard, die een sterk bewijs is van de grote eerbied, voor Hestia gekoesterd, ligt hierin, dat hij als haar altaar een asiel was, waar de vreemdeling, zelfs de vijand een veilige wijkplaats vond. Allen, die in het huis vertoefden en op haar altaar offerden, hadden gelijke aanspraak op haar bescherming. Zeus had bovendien een zwak voor zijn oudste zuster en strafte dan ook alle mensen die niet aan de smeekbeden van een hulpbehoevende gehoor gaven. Aldus werd ze ook de godin van de gastvrijheid. Hestia zou ook de bouwkunst aan de mens hebben geleerd, toen zij zag dat de mens in grotten moest schuilen voor de regen, die haar broer deed veroorzaken.
Het huisgezin is de grondslag van de staat. Het spreekt dus vanzelf, dat de godin, die zich in het middelpunt van de huiselijke kring liet vereren, ook de beschermster werd van de staat, dat iedere staat ook een gemeenschappelijke haard had, waarop aan Hestia ten behoeve van de gemeenschappelijke welvaart werd geofferd.
Verschillende verenigingen en broederschappen, die van de staat uitgingen, hadden ieder een eigen altaar, waarop aan de godin werd geofferd, maar elke staat had toch ook zijn eigen altaar, dat voor Hestia was bestemd. Dat altaar stond in het Prytaneion, oorspronkelijk het huis, waar de koning woonde, later het gebouw, waar de regering was gevestigd. Op dat altaar werd een eeuwigbrandend vuur ter ere van Hestia onderhouden en van het doorbranden van dat vuur hing het heil van de Staat af. Het was een treffende gewoonte, dat kolonisten die uit Griekenland naar de vreemde trokken, een deel van het vuur van het altaar van Hestia meenamen, om in het Prytaneion van de polis, die zij gingen stichten, daarmee het vuur op het altaar ter hare ere opgericht, te ontsteken, ten einde zodoende ook door deze eredienst de nauwe samenhang tussen metropolis en kolonie te bewaren.
En evenzeer als iedere Griekse staat zijn eigen altaar en zijn eigen verering had van Hestia, zo had ook gans Griekenland tezamen een afzonderlijk heiligdom, aan haar gewijd. In de tempel van Apollo te Delphi stond haar beroemdste altaar. Dat was het middelpunt van haar eredienst. Ook daar werd een eeuwig vuur onderhouden. Men meende in de plaats, waar het altaar van Hestia te Delphi stond, niet alleen het middelpunt, of zoals de Grieken het uitdrukten, "de navel" van gans Griekenland, maar zelfs van de gehele aarde te zien. Wie in Delphi kwam, om aan het orakel raad te vragen, begon met op dit altaar zijn offers te brengen. Aan dat altaar was het, dat Orestes door Apollo van zijn misdaad werd gezuiverd. Op dat altaar offerden ook de zangers, die hoopten van Apollo de gave van de poëzie te ontvangen. Het vuur, dat daar ter ere van de godin brandde, was, volgens de Grieken, als-het-ware het spiegelbeeld van het vuur, dat brandde in de heilige haard in de woning van Zeus op de Olympus.
Rein en zuiver als het vuur is, was ook het wezen van de godin. Daarom is zij steeds maagd gebleven. Zij had gezworen dit te zullen blijven, met haar hand het hoofd van Zeus aanrakend, waaruit de maagdelijke Athena was tevoorschijn gekomen. Dat is juist het grote onderscheid tussen haar en Gaia, de allen en alles voedende moeder, die nimmer ophoudt aan nieuwe wezens het leven te schenken.
In hoe hoge eer zij bij de Grieken stond, blijkt ook hieruit, dat de sage verhaalde, dat Apollo en Poseidon tevergeefs naar haar hand hadden gedongen.

## Hestia's eredienst

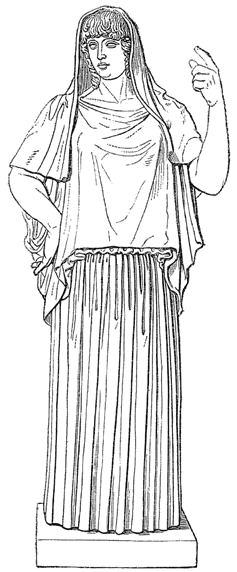
De zogenaamde "Hestia Giustiniani" (Torlonia Museum (?)).

Hoe groot echter ook Hestia's aanzien  bij de Grieken was, haar eredienst was zeer eenvoudig. Tempels voor haar alleen waren er niet veel, omdat iedere brandende haard en ieder brandend altaar haar symbool waren. In veel tempels was voor haar ook een afzonderlijk altaar opgericht. Bij grote, plechtige offers begon men gewoonlijk met een offer aan Hestia, en werd zij ook bij het slot van de plechtigheid geëerd. Volgens een oude legende had Hestia, toen de wereld verdeeld werd na de overwinning op de Titanen, voor zich een eeuwige maagdelijkheid en de eerstelingen van alle offers verlangd. Zo kreeg zij haar aandeel aan elk gebed, aan elke godsdienstige handeling, aan elk offer, en aan elke daarop volgende feestelijke maaltijd.
Haar voornaamste cultusplaatsen lagen in Athene, Oropos, Hermione, Sparta, Olympia, Larissa en het eiland Tenedos in de Egeïsche Zee.

## Hestia in de beeldende kunsten
Het spreekt vanzelf, dat de beeldhouwers er naar moesten streven de godin een ernstig, kuis en waardig uiterlijk te geven. Soms werd zij zittende, soms in een rustige, staande houding afgebeeld. Het beroemdste beeld van de godin, dat uit de oudheid is overgebleven, stond in het paleis Giustiniani te Rome. De afbeelding hiernaast geeft daarvan een voorstelling. Het gelaat van de godin heeft ernstige trekken. Een nauw aansluitende kleding bedekt haar ganse lichaam, het haar is op zeer eenvoudige wijze opgemaakt, achterhoofd en schouders zijn met een sluier bedekt. Haar ene hand houdt ze ten teken van kalmte gesteund tegen haar zijde, de andere wijst naar de hemel, die zij door haar alomtegenwoordige kracht en werkzaamheid ook op aarde vertegenwoordigt.

## Antieke bronnen
- Pseudo-Apollodoros, Bibliotheke I 1.4-7.
- Aristophanes, De Wespen V 846.
- Bacchylides, fr. 14B [editie ?].
- Cicero, De Natura Deorum II 27.
- Diodorus Siculus, Bibliotheke Historike I 4; V 68.1; V 70.1.
- Hesiodos, Theogonia V 453-454.
- Hyginus, Fabulae Proem.
- Homerische hymnen: V 18 (aan Aphrodite), XVIII en XXIV (aan Hestia).
- Orfische hymnen LXXXIV (aan Hestia).
- Ovidius, Fasti VI 285; VI 319.
- Pausanias, I 18.3, 34.3; II 35.1; III 11.11; V 11.8, 14.4, 26.2-3.
- Pindaros, Nemeïsche oden XI 1-2.
- Plato, Phaidros V 246.

## Voetnoten
1. ↑  Hesiodos, Theogonia 453, Apollodoros, Bibliotheke I 4, Diodorus Siculus, Bibliotheke Historike I 1.4, Hyginus, Fabulae Proem., Ovidius, Fasti VI 285; Homerische hymnen XVIII en XXIV (Kronos); Pindaros, Nemeïsche oden XI 1 (Rheia).
2. ↑  Homerische Hymen V 18.
3. ↑  Hesiodos, Theog. 453 &c.; Hom. hymn. XVIII 22, Apollodoros, Bib. I 1.5.
4. ↑  K. Kereny, The Lord of the Greeks, Londen, 1951, p. 91.
5. ↑  Hom., Odyssee XIV 159; Eustathios, ad Hom. p. 1579.
6. ↑  Diod. Sic., Bib. Hist. V 68, Eustathios, ad Hom. p. 735.
7. ↑  Pind., Nem. Od. XI 1 &c. (cf. scholiasticus); Parthenios, Erotica Pathemata 18, Dionysius van Halicarnassus, II 65.
8. 1 2  Hom. Hymn. XVIII 24 &c.
9. ↑  Hom. hymn. XVIII 31.
10. ↑  Hom. hymn. XXXII 5; Pind., Nem. Od. XI 5; Plato, Cratylus p. 401 d; Paus., V 14 § 5; Schol., ad Aristoph. Vesp. 842; Hesychios, s. v. ἀφ' Ἑστίας ἀρχόμενος.
11. ↑  Paus., V 14.4.